# Gerhart Weiz
Gerhart Weiz (* 13. März 1906 in Rastatt; † 1983) war ein deutscher Diplomat.

## Leben
Nach dem Abitur studierte Weiz Rechtswissenschaften und legte 1931 seine Promotion zum Doktor der Rechte an der Universität Bonn mit einer Dissertation zum Thema Die Arten des Irrtums. Ein Beitrag zur allgemeinen Strafrechtslehre ab. 1933 folgte die Ablegung seines Zweiten Staatsexamens. Weiz wurde 1933 Mitglied der Sturmabteilung (SA) und 1937 trat er der NSDAP bei.
1935 trat er in den Auswärtigen Dienst ein und fand in der Zeit bis 1945 Verwendung an den Auslandsvertretungen in Bern, Buenos Aires sowie im Auswärtigen Amt, wobei 1941 die Ernennung zum Gesandtschaftsrat erfolgte. Nach dem Zweiten Weltkrieg wurde er 1946 Dozent am Institut für Internationales Recht der Universität Bonn und wirkte zwischen 1947 und 1948 an den Nürnberger Prozessen als Berater der Verteidigung für Völkerrecht sowie als stellvertretender Verteidiger des Angeklagten Karl Eberhardt im Krupp-Prozess mit. 1949 wurde er für ein Jahr Direktor sowie Chef-Syndikus der Firma Henschel & Sohn in Kassel.
1950 trat er wieder in den Regierungsdienst ein und war zuerst Mitarbeiter im Bundeskanzleramt. Während dieser Zeit war er unter anderem Referent für westeuropäische Länder in der Länderabteilung im Bundeskanzleramt und Angehöriger der Verbindungsstelle zur Alliierten Hohen Kommission sowie Delegierter in der Zentralkommission für die Rheinschifffahrt.
1951 trat Weiz wieder in den Auswärtigen Dienst ein und war zuerst bis 1953 Vertreter des Auswärtigen Amtes in der Londoner Schuldenkonferenz und zuletzt Vortragender Legationsrat. Zwischen 1955 und 1960 war er Botschafter in Venezuela und danach als Vortragender Legationsrat Erster Klasse im Auswärtigen Amt tätig. Im Anschluss war er von 1963 bis zum 15. Juli 1964 Botschafter in Indonesien.
Zuletzt war Gerhart Weiz zwischen dem 12. September 1964 und seinem vorzeitigen Eintritt in den Ruhestand 1970 Generalkonsul in São Paulo.